# Михайловские курганы
Михайловские курганы — языческий некрополь (более 400 насыпей, или курганов) 2-й половины X — начала XI веков близ бывшего села Михайловское на современной территории Ярославского района Ярославской области.
Захоронения находятся в 1,5 км к западу от правого берега Волги (в 5 км к северу от окраины современного Ярославля — бывшего села Норское) и, вероятно, относятся к поселению, стоявшему в древности на берегу реки и обслуживавшему Волжский торговый путь. В курганах обнаружены:
- Трупосожжения[2][3]
- Трупоположения[2][3]
- Лепная керамика[3]
- Фибулы[3]
- Мечи[3]
- Копья[3]
- Стрелы[3]
- Арабские монеты[3] и другое.

Михайловские курганы были оставлены местным финским населением и пришедшими славянскими племенами. Имеются единичные захоронения дружинников и богатых женщин (со скандинавскими фибулами и восточными бусами), но преобладают захоронения с бедным инвентарём, оставленные сельским населением.

## Исследования
Исследования проводились с конца XIX века по 1961 год следующими учёными:
- И. А. Тихомировым[1][2] (в 1896 — 1898 годах[2]);
- В. А. Городцовым[1][2] (в 1902 — 1903 годах[2]);
- Т. Арне[2] (в 1913 году[2][6]);
- Д. Н. Эдингом[2] (в 1921 году[2]);
- Я. В. Станкевичем[2] (в 1938 — 1939 годах[2]);
- Н. Г. Недошивиной[2] (в 1961 году[2]).